# Carlos Anaya
Carlos Anaya y López Camelo (Buenos Aires, 1777 - Montevideo, 1862), va ser un militar, historiador i polític uruguaià d'origen argentí. Va ser President de la República (interí) entre 1834 i 1835.
Va néixer a San Pedro, a l'actual Argentina el 4 de novembre de 1777. El 1797, quan tenia vint anys, va instal·lar-se la Banda Oriental. Adherit a l'aixecament de 1811 i a José Gervasio Artigas, a la plana major del qual va arribar a figurar, va participar també de l'administració de la Província Oriental Autònoma (1815 - 1817). Presoner durant l'ocupació portuguesa, va ser aviat alliberat i es va dedicar a activitats comercials fins i tot 1825, que va donar suport a la Croada Llibertadora (Cruzada Libertadora) de Juan Antonio Lavalleja. És l'autor del text de la Declaratòria de la Independència de la República Oriental de l'Uruguai del 25 d'agost de 1825, ja que va ser part de l'Assemblea de la Florida.
Senador des de 1832 a 1838, va exercir el Poder Executiu - de forma interina - entre l'acabament del període de Fructuoso Rivera, el 24 d'octubre de 1834, i l'elecció de Manuel Oribe, l'1 de març de 1835. Va donar suport a aquest últim durant la seva presidència i després durant la Guerra Gran (1838 - 1852), després de la qual es va retirar de la política.
Posteriorment, va residir durant anys a Buenos Aires i més tard va tornar a l'Uruguai. Va conrear la història, va deixar escrita una Memòria biogràfica i unes Apuntaciones para la Historia de la República Oriental del Uruguay. Va morir als vuitanta-cinc anys mentre al govern hi havia els seus correligionaris, tanmateix, no li van retre cap mena d'homenatge.
El 2014 l'associació Amigos del Patrimonio Cultural va inaugurar un monument en record al president a San Pedro, la seva localitat natal.